# Antônio Monfrini Neto
Antônio Monfrini Neto (São Paulo, 23 juni 1950) is een voormalig Braziliaans voetballer, beter bekend als Manfrini, niet met een o zoals zijn echte naam. 

## Biografie
Manfrini begon zijn carrière bij Ponte Preta. Hij scoorde zijn eerste goal in een wedstrijd tegen Votuporanguense. In 1971 scoorde hij ook het winnende doelpunt in de eerste wedstrijd om het Torneio de Integração Nacional tegen Atlético Goianiense, echter zou de club deze trofee niet winnen. Na een korte passage bij Palmeiras, waar hij vier keer scoorde in evenveel wedstrijden ging hij voor Fluminense spelen. In 1973 was hij na Dadá Maravilha topschutter in het Campeonato Carioca met 13 goals. Twee jaar later werd hij opnieuw kampioen met Fluminense, hij scoorde dat jaar 16 keer, wel beduidend minder dan de 30 goals van topschutter Zico. Na nog vier seizoenen bij Botafogo beëindigde hij zijn carrière bij Juventus uit zijn geboortestad São Paulo. 